# Eluru
Eluru (o Ellore nella vecchia grafia; telugu ఏలూరు, ISO 15919 Elūru) è una suddivisione dell'India, classificata come municipality, di 189.772 abitanti, capoluogo del distretto del Godavari Occidentale, nello stato federato dell'Andhra Pradesh. In base al numero di abitanti la città rientra nella classe I (da 100.000 persone in su).

## Geografia fisica
La città è situata a 16° 41' 60 N e 81° 5' 60 E e ha un'altitudine di 21 m s.l.m..

## Società

### Evoluzione demografica
Al censimento del 2001 la popolazione di Eluru assommava a 189.772 persone, delle quali 92.405 maschi e 97.367 femmine. I bambini di età inferiore o uguale ai sei anni assommavano a 19.472, dei quali 9.664 maschi e 9.808 femmine. Infine, coloro che erano in grado di saper almeno leggere e scrivere erano 133.760, dei quali 69.661 maschi e 64.099 femmine.